# Desa Sumur (administrativ by i Indonesien, lat -7,00, long 110,22)
Desa Sumur är en administrativ by i Indonesien.   Den ligger i provinsen Jawa Tengah, i den västra delen av landet, 400 km öster om huvudstaden Jakarta.